# Hilda Elisabeth Sjöblom

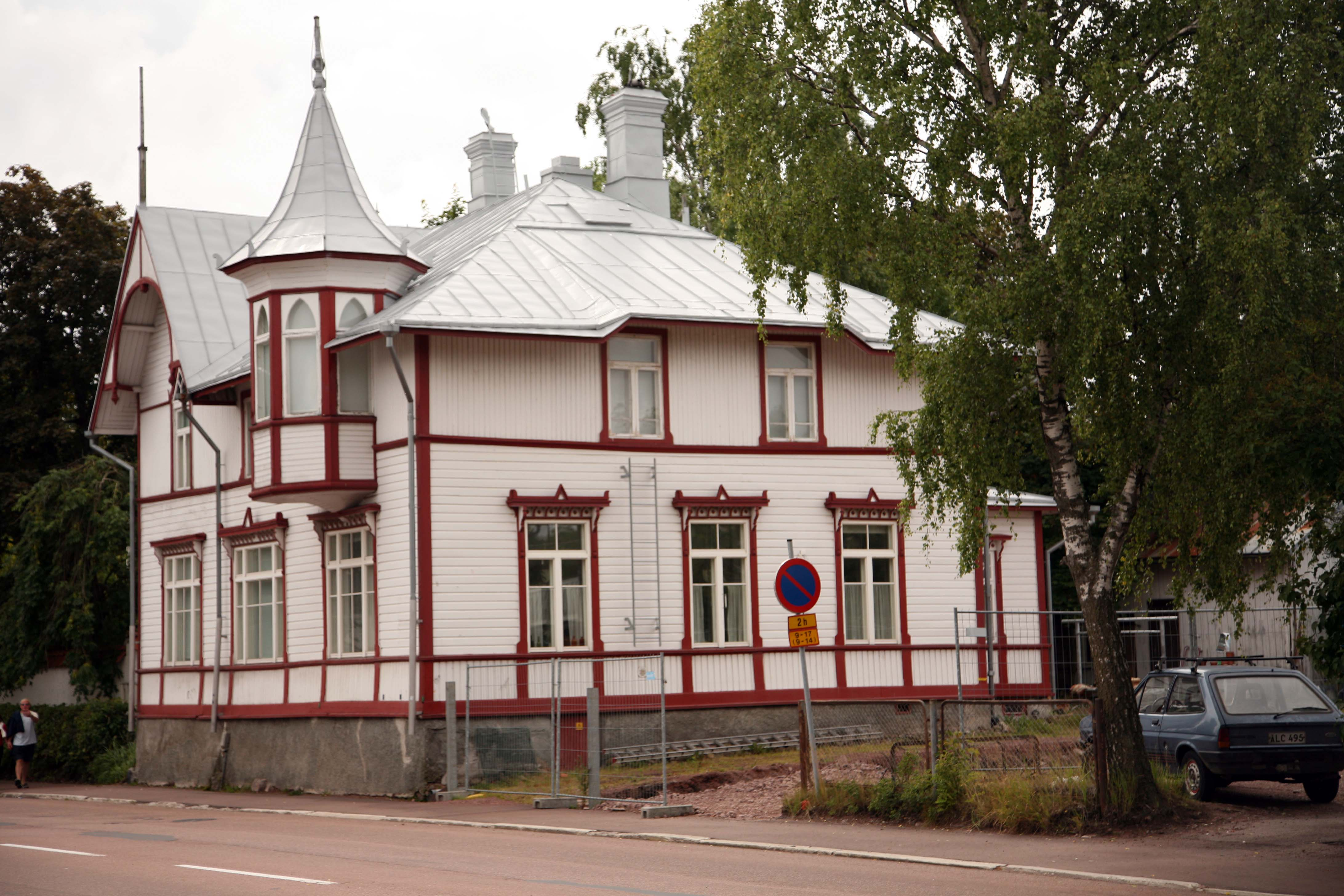
Hilda Hongell, arquitecta Mariehamn

Hilda Elisabeth Sjöblom (Mariehamn, Finlandia 16 de enero de 1867-10 de junio de 1952), conocida como Hilda Hongell, fue una de las primeras arquitectas finlandesas. Con 107 obras diseñadas fue la principal autora de la localidad costera de Mariehamn. Estudió y construyó en una época donde sólo los hombres eran admitidos.

## Primeros años
Inició sus estudios en la Escuela Industrial de Helsinki, en una época en que únicamente hombres eran admitidos. En 1893 recibió el título de Master Builder, convirtiéndose en la primera mujer en recibir este título, y en 1894 inició sus estudios en Arquitectura en la misma institución. Hongell fue una de las primeras arquitectas finlandesas, perteneciente a la primera generación de mujeres que a finales del siglo XIX comenzó a consolidar una carrera profesional fuera del hogar.

## Trayectoria
Hongell asistió desde pequeña a su padre Johan Andersson Sjöblom (1831-1888) quien fuera concejal de Mariehamn, pero en su tiempo libre se dedicaba a diseñar residencias para los futuros habitantes de la isla. Hongell lo asistió desarrollando su interés en el diseño y la construcción.
En 1889, tras la muerte de su padre, Hongell continuó diseñando residencias en Mariehamn. Debido a la falta de oportunidades en las Islas de Åland para formalizar su formación como proyectista viajó en 1891 a Helsinki e inició sus estudios en la Escuela Industrial de Helsinski (fundada en 1871), en una época en que únicamente hombres eran admitidos. En 1893 recibió el título de Master Builder, convirtiéndose en la primera mujer en recibirlo.En 1894 inició sus estudios en Arquitectura en la misma institución. Resulta interesante mencionar que Finlandia fue el primer país europeo en permitir a las mujeres cursar estudios profesionales de arquitectura y recibir un título, aunque inicialmente fuesen llamadas “estudiantes especiales”.
En 1896 Hilda Hongell se incorporó a trabajar en un estudio de arquitectura en Helsinki, un año después contrajo matrimonio con Sandrid Hongell (1870 – s.f.), con quien trabajó y diseñó en conjunto durante los primeros años de su carrera.
El papel que tuvo Hilda Hongell en el proceso de expansión y modernización de la ciudad de Mariehamn fue determinante, pues se le atribuye el diseño de al menos 98 edificaciones,44 de ellas aún se encuentran en pie. La Dra. Mia Åkerfelt en su tesis doctoral Hilda Hongell constructora y la puesta en escena de la ciudad balnearia de Mariehamn en 1890 se plantea cuál ha sido el valor agregado que ella podría ofrecer a los clientes de Marienhamn.
Entre los principales aportes de Hongell se pueden mencionar: una propuesta novedosa de alojamiento para turistas en amplios apartamentos con terrazas, la adaptación de la vivienda tradicional de Mariehamn a los ideales burgueses al incorporar un pórtico en la entrada principal de cara a la calle, balcones, terrazas y ornamentos característicos del Swiss style. Sus aportes siguen siendo hasta este día el fundamento de la historia arquitectónica de la ciudad.
Su intensa producción arquitectónica durante la década de 1890 y principios de 1900 la constituye como principal autora de la localidad costera de Mariehamn.
A partir del nacimiento de su segundo hijo en 1902, Hongell disminuyó su producción arquitectónica. Se han registrado un total de 107 proyectos diseñados a lo largo de su vida, la última edificación diseñada para la ciudad de Mariehamn data de 1912 y el último proyecto registrado fue un edificio en las islas de Åland en 1928.
Hongell falleció el 10 de junio de 1952 a los 85 años.

## Obras relevantes
- Propuesta novedosa de alojamiento para turistas en amplios apartamentos con terrazas.
- Adaptación de la vivienda tradicional de Mariehamn a los ideales burgueses, al incorporar un pórtico en la entrada principal de cara a la calle con balcones, terrazas y ornamentos característicos del Swiss style.